# Don García
Maestre Don García (¿Navarra? - ¿?) fue el primer maestre de la Orden de Calatrava. Dio la primera regla y forma de vida para dicha orden.

## Biografía
No se conoce con exactitud el lugar de su nacimiento ni de su muerte, aunque se cree que era navarro. Se desconocen las razones que le llevan a ser nombrado primer maestre de la recién creada Orden de Calatrava, lo que es claro es que debió ser gran guerrero, ya que los tutores del rey le premiaron con tierras y privilegios, así como villas y castillos que engrandecieron la Orden, el más famoso el de Almadén. Gobernó la orden entre 1164 y 1169 durante la minoría del rey Alfonso VIII de Castilla.
Obtuvo del Císter y del Pontificado la primera regla para la orden (posteriormente modelada sobre las costumbres cistercienses para hermanos laicos), que impuso sobre los caballeros, además de las obligaciones de los tres votos religiosos (obediencia, castidad y pobreza), las de guardar silencio en el dormitorio, refectorio (comedor) y oratorio; ayunar cuatro días a la semana, dormir con su armadura, y llevar, como única vestimenta, el hábito blanco cisterciense con la simple cruz negra (luego roja, a partir del siglo XIV) "flordelisada": una cruz griega con flores de lis en las puntas, que en el siglo XVI se configuró definitivamente como hoy se conoce.
A su muerte, fue enterrado en el Sacro Convento de Calatrava la Vieja, a orillas del Guadiana. En el año 1217 su cuerpo fue trasladado a la capilla de los Mártires de Calatrava la Nueva.